# Departamento de Cajamarca
Cajamarca es un departamento de la República del Perú. Su capital y ciudad más poblada es la homónima Cajamarca. Ubicado al noroeste del país, limita por el norte con Ecuador, por el este con el departamento de Amazonas, por el sur con el departamento de La Libertad y por el oeste con los departamentos de Lambayeque y Piura.
Con 1 341 012 hab. en 2017 es el quinto departamento más poblado —por detrás de Lima, Piura, La Libertad y Arequipa— y con 41,7 hab/km² es el sexto más densamente poblado, por detrás de departamento de Lima, departamento de Lambayeque, departamento de La Libertad, departamento de Piura y departamento de Tumbes. Fue fundado el 11 de febrero de 1855, con tres provincias: Cajamarca, Jaén y Chota.
Cuenta con diversas cuencas, la mayoría afluentes del río Marañón; y otras que desembocan al océano Pacífico; llegando también a cubrir pequeñas porciones de costa en la parte más occidental de Contumazá.

## Historia

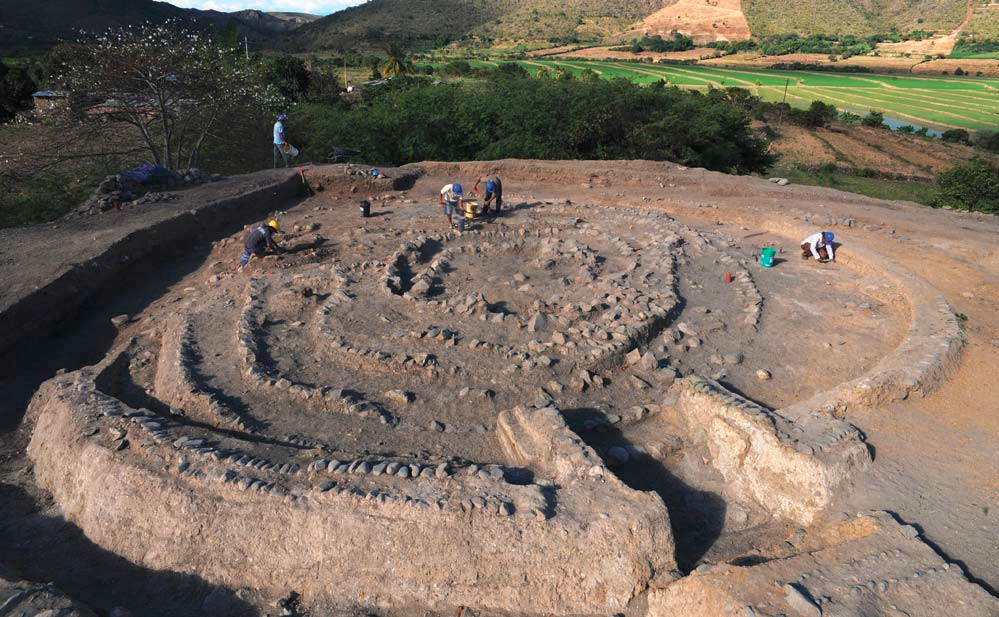
Montegrande, Jaén.

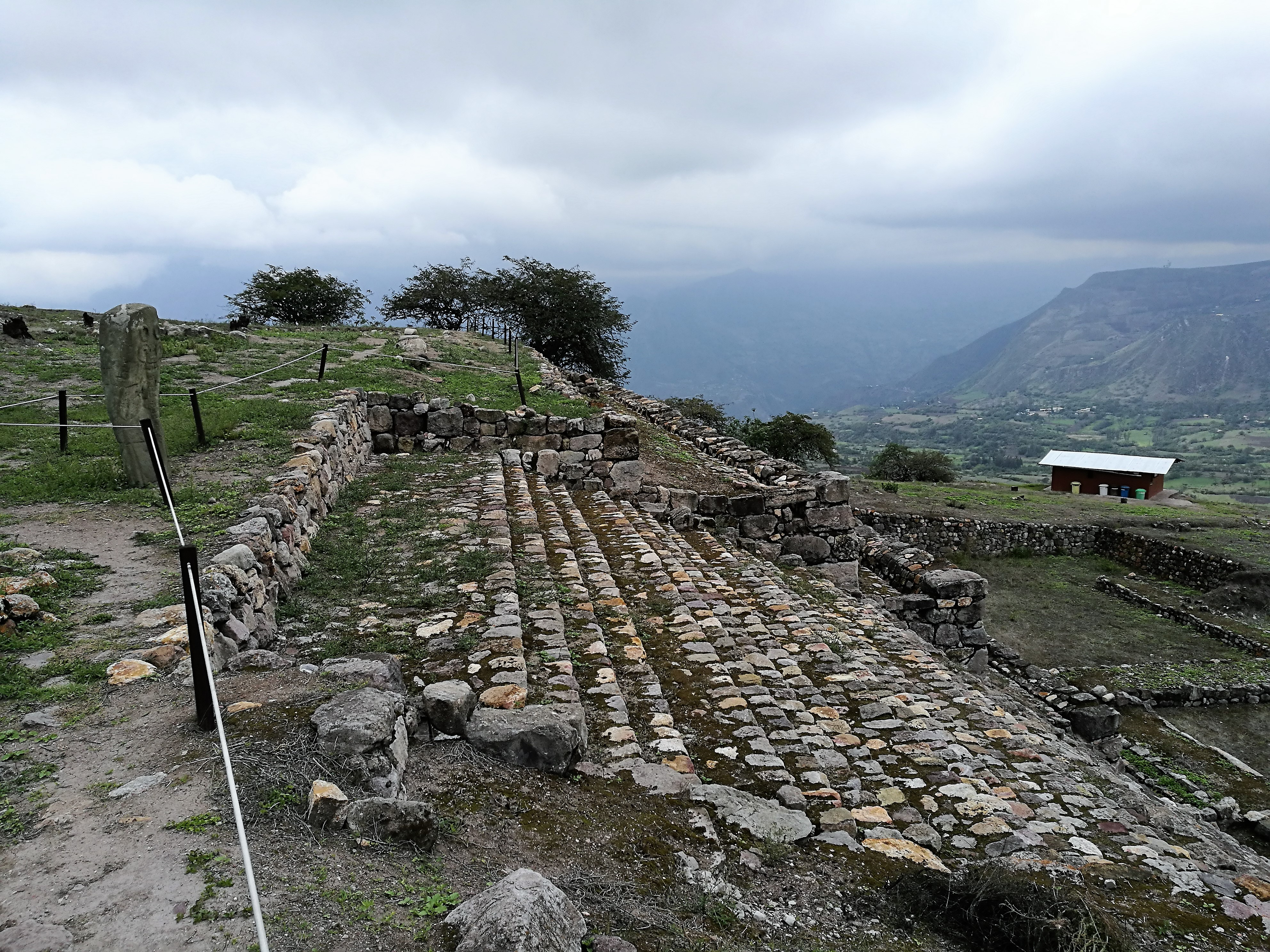
Kuntur Wasi.

La población inicial de Cajamarca se remonta hasta 12 mil años A. C., con vestigios corroborados en Pacopampa y Tanón. Al parecer la cerámica más antigua del Perú tuvo su origen en este Departamento. Se edificaron grandes templos y obras de ingeniería hidráulica notables, como Cumbemayo. El apogeo de esta etapa formativa, que incluye Kuntur Wasi y Pacopampa, fue una época de auge cultural.
Posteriormente se organizó la cultura Cajamarca (en quechua: Kashamarka), famosa por su bella cerámica. A juzgar por los vestigios de Marcahuamachuco hubo refinamiento cultural en la zona de Huamachuco y Cajabamba. Tras la conquista Wari se estableció allí uno de sus mejores centros administrativos, Huiracochapampa. También los incas establecieron su capital regional en la actual ciudad de Cajamarca.
Los incas tomaron la decisión en 1465 de poder establecer en Cajamarca una nueva provincia que sirviera de puente para sus conquistas posteriores. Siendo la ciudad de Cajamarca una de las ciudades más antiguas del América del Sur, pues ya existía cuando llegaron los españoles en la conquista.

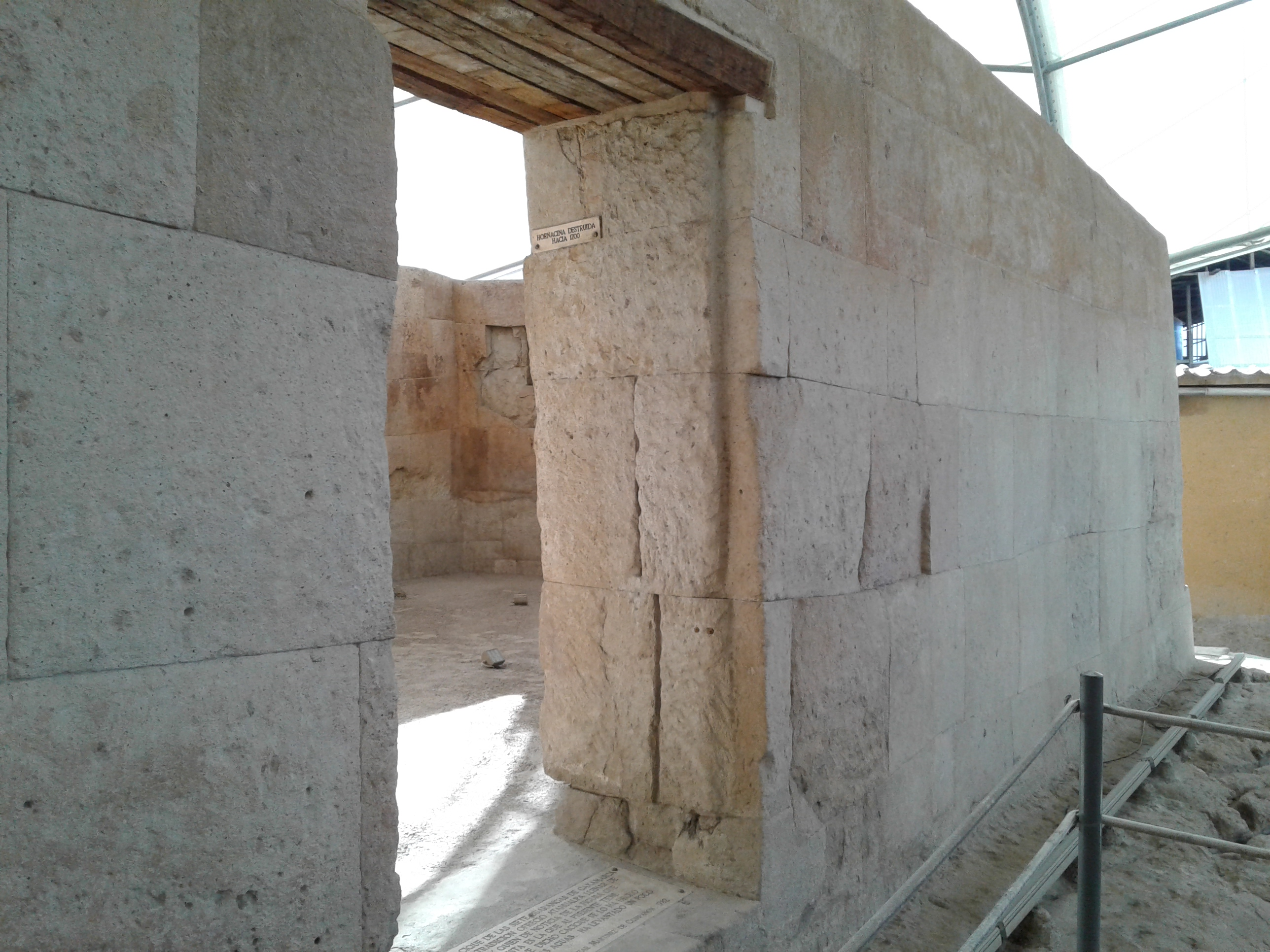
Cuarto del Rescate de Atahualpa en Cajamarca. Se llenó una vez de oro y dos de plata. Fue el rescate más elevado de la historia.

En 1532, en su plaza principal, fue capturado el Inca Atahualpa, quien ofreció a Francisco Pizarro un cuantioso rescate para su liberación. Siendo incumplido por parte de los españoles, es asesinado Atahualpa un año más tarde, pasando los tesoros de la nación de los incas, traídos de todo el Tahuantinsuyo a manos de los conquistadores, quienes lo enviaron para el Rey de España, el quinto del rey y el resto a sus deudos o ellos mismos en su tornaviaje.

### Corregimiento e Intendencia de Trujillo
Cuando el virrey Francisco de Toledo el 22 de diciembre de 1574 reorganizó los corregimientos de indios (o de naturales), que habían sido creados por el gobernador Lope García de Castro en 1565, dispuso que los corregimientos de Cajamarca, Chicama y Chimo o Chiclayo, Piura y Paita, Santa, y Saña dependieran del Corregimiento de españoles de Trujillo y los corregimientos de Cajamarquilla, Los Pacllas, y Luya y Chillaos dependieran del de Chachapoyas. Todos en el distrito de la Real Audiencia de Lima. En 1611 Los Pacllas fue anexado a Chachapoyas, en 1635 Chicamo o Chiclayo fue anexado a Saña y en 1773 Luya, Chillaos y Lamas fue anexado a Chachapoyas.
El 24 de marzo de 1614 fue establecido el Obispado de Trujillo con los corregimientos de: Trujillo, Cajamarca, Cliclayo, Piura y Paita, Saña, Cajamarquilla, Los Pacllas, Luya y Chillaos, y Jaén de Bracamoros. En 1759 el corregimiento de Huamachuco fue formado del de Cajamarca.
Los corregimientos fueron suprimidos en 1784, por el rey Carlos III y reemplazados por las intendencias. Con el territorio del Obispado de Trujillo (excepto Jaén de Bracamoros) se creó la Intendencia de Trujillo. Los corregimientos pasaron a ser partidos de la intendencia.
El sistema de intendencias fue establecido en el Virreinato del Perú mediante la orden real de 5 de agosto de 1783, siendo aplicada la Real Ordenanza de Intendentes del 28 de enero de 1782. El primer intendente de Trujillo fue Fernando de Saavedra, quien asumió en 1784, nombrado por el virrey a propuesta del visitador general Jorge Escobedo y Alarcón y aprobado por el rey el 24 de enero de 1785.
Fue parte de la Intendencia de Trujillo que llegó a tener nueve partidos que fueron: Trujillo, Saña, Piura, Cajamarca, Huamachuco, Chota, Moyobamba, Chachapoyas, Jaén y Maynas, este último partido anteriormente conformaba los departamentos de lo que hoy se conoce como Departamento de San Martín, Ucayali y Loreto, siendo la Intendencia de Trujillo la más grande del Virreinato del Perú, es decir casi todo el norte del Perú actual; su primer intendente fue Fernando Saavedra de 1784 a 1791. Después de este le seguirían Vicente Gil de Taboada (1791-1805 y 1810-1820), Felice del Risco y Torres (provisional) (1805-1810) y el marquéz de Torre Tagle (1820), quien dirigió la independencia de la Intendencia.

### La independencia
Casi tres siglos después, el 2 de enero de 1821, Cajamarca, juró su independencia, poco después de que lo hicieran Quito y Trujillo. El 2 de mayo de 1866, España intentó recuperar su poder sobre la naciente república y se libra el combate del Dos de Mayo, dirigiendo a las tropas peruanas desde el torreón de la Merced en el Castillo del Real Felipe, el ministro de Guerra, José Gálvez Egúsquiza, oriundo de Cajamarca.
Posteriormente, durante la guerra del Pacífico, varios cajamarquinos tuvieron participación activa como el marino Diego Ferré, colaborador de Miguel Grau, en el combate de Angamos, niño héroe, Néstor Batanero y la batalla de San Pablo, llevada a cabo el 13 de julio de 1882 siendo comandada por el cajamarquino Miguel Iglesias, hijo justamente del ilustre Lorenzo Iglesias, quien dio alojamiento a Simón Bolívar a su paso libertario por el norte del Perú, y de quien se cuenta además según la tradición local en Cajamarca, era también miembro de la Logia Masónica Americana.
El 11 de febrero de 1855, se establece su autonomía, producto de una revolución armada encabezada por Toribio Casanova López, Pedro Villanueva y Juan Egúsquiza para el reconocimiento del departamento de Cajamarca como tal y su independencia del departamento de La Libertad.

## Geografía
En base a Javier Pulgar Vidal cuenta con las regiones naturales de costa o chala (no confundir con el litoral), yunga marítima, quechua, yunga, suni, puna, yunga fluvial y selva alta.RíosMarañón, Cajamaquino, Jequetepeque (Represa de Gallito Ciego), Condebamba, Crisnejas, Chotano y Huancabamba; El Río Chancay o Chancayano, que se forma como tal en la provincia de Santa Cruz, el cual origina la Represa de Tinajones en el Departamento de Lambayeque y en cuyas orillas esta la Hidroeléctrica de Carhuaquero (Provincia de Santa Cruz).
AbrasCoimolache (a 4.010 m s. n. m.) entre Hualgayoc y San Miguel; El Gavilán (a 3.050 m s. n. m.) a 15 km de la ciudad capital Cajamarca.
Accidentes geográficosLa cordillera de los Andes atraviesa el departamento en su tramo de menor altitud en el país.  Tiene 17 valles extensos y amplios y montañas a 4.000 m s. n. m. o algo más, entre ellos el cerro Rumi Rumi (4.496 m s. n. m.) en la provincia de Cajabamba (punto más alto del departamento).  Altura mínima de pueblos en Chamaya Pueblo, a 366 m s. n. m. (en la provincia de Omagua). Además de las suaves pendientes, Cajamarca aporta con la mayor cuenca hidrográfica del país, cuyas aguas vierten al río Marañón hacia el oriente y hacia el océano Pacífico al occidente.

## Ubicación
El departamento de Cajamarca está situado en la zona norandina, presenta zonas de sierra y selva. Limita por el norte con República del Ecuador; por el sur con La Libertad; por el oeste con Piura, Lambayeque y La Libertad y por el este con Amazonas. Su capital Cajamarca, es una ciudad ubicada en el valle interandino del mismo nombre, la ciudad se puede divisar desde la colina Santa Apolonia. Cajamarca actualmente representa el núcleo económico, turístico, minero, industrial, comercial y cultural de la sierra norte del Perú.
| Latitud sur:          | entre paralelos 4°33′7″ y 8°2′12″      |
| Longitud oeste:       | entre meridianos 78°42′27″ y 77°44′20″ |
| Densidad demográfica: | 43,7 habitantes/km²                    |
| Altura de la capital: | 2.750 m s. n. m.                       |
| Número de provincias: | 13                                     |
| Número de distritos:  | 127                                    |

| Noroeste: Departamento de Piura       | Norte: Ecuador                   | Nordeste: Departamento de Amazonas   |
| Oeste: Departamento de Lambayeque     |                                  | Este: Departamento de Amazonas       |
| Suroeste: Departamento de La Libertad | Sur: Departamento de La Libertad | Sureste: Departamento de La Libertad |

### Clima
Cajamarca por su altitud se encuentra en la región Quechua (entre 2300-3.500 m s. n. m.) lo que determina que su clima sea templado, seco; soleado durante el día, pero frío durante la noche. Su temperatura media anual es de 15,6 °C, siendo época de lluvias de noviembre a abril, que coinciden con el cíclico fenómeno de El Niño, típico del norte tropical peruano. Sin embargo, en sus diferentes regiones, algunas ciudades tienen clima tropical. Además la proximidad tanto hacia la costa como hacia la selva, sin mencionar su cercanía a la Línea Ecuatorial, la hacen tener el mejor clima de los departamentos de la Sierra Peruana. No tiene picos nevados, pero cuenta con bosques subtropicales húmedos hacia la vertiente oriental, subtropicales y tropicales secos hacia la vertiente occidental, siendo el departamento de la sierra con mayor índice de forestación.

## División administrativa

División administrativa y límites del departamento de Cajamarca.

El Departamento se compone de trece provincias:
| Provincias del departamento de Cajamarca | Provincias del departamento de Cajamarca | Provincias del departamento de Cajamarca | Provincias del departamento de Cajamarca | Provincias del departamento de Cajamarca | Provincias del departamento de Cajamarca | Provincias del departamento de Cajamarca |
| Ubigeo                                   | Provincia                                | Capital                                  | Distritos                                | Superficie km²                           | Población 2016                           | Altitud m s. n. m.                       |
| ---------------------------------------- | ---------------------------------------- | ---------------------------------------- | ---------------------------------------- | ---------------------------------------- | ---------------------------------------- | ---------------------------------------- |
| 0601                                     | Cajamarca                                | Cajamarca                                | 12                                       | 2 979.78                                 | 390 846                                  | 2 719                                    |
| 0602                                     | Cajabamba                                | Cajabamba                                | 4                                        | 1 807.64                                 | 80 420                                   | 2 651                                    |
| 0603                                     | Celendín                                 | Celendín                                 | 12                                       | 2 641.59                                 | 95 843                                   | 2 625                                    |
| 0604                                     | Chota                                    | Chota                                    | 19                                       | 3 795.10                                 | 164 599                                  | 2 387                                    |
| 0605                                     | Contumazá                                | Contumazá                                | 8                                        | 2 070.33                                 | 31 871                                   | 2 647                                    |
| 0606                                     | Cutervo                                  | Cutervo                                  | 15                                       | 3 028.46                                 | 140 458                                  | 2 628                                    |
| 0607                                     | Hualgayoc                                | Bambamarca                               | 3                                        | 777.15                                   | 102 765                                  | 2 580                                    |
| 0608                                     | Jaén                                     | Jaén                                     | 12                                       | 5 232.57                                 | 199 420                                  | 753                                      |
| 0609                                     | San Ignacio                              | San Ignacio de la Frontera               | 7                                        | 4 977.08                                 | 148 955                                  | 1 303                                    |
| 0610                                     | San Marcos                               | San Marcos                               | 7                                        | 1 362.32                                 | 54 563                                   | 2 252                                    |
| 0611                                     | San Miguel                               | San Miguel de Pallaques                  | 13                                       | 2 542.08                                 | 55 588                                   | 2 659                                    |
| 0612                                     | San Pablo                                | San Pablo                                | 4                                        | 672.29                                   | 23 255                                   | 2 381                                    |
| 0613                                     | Santa Cruz                               | Santa Cruz de Succhabamba                | 11                                       | 1 417.39                                 | 45 200                                   | 2 034                                    |

## Demografía

### Grupos Étnicos
Cajamarca es un pueblo de grandes contrastes, incluso en los grupos étnicos, pues a diferencia de los demás departamentos de la sierra peruana, Cajamarca es una mixtura étnica del mestizaje pues originariamente se encuentran los habitantes descendientes de los cupisniques y caxamarcas que predominan entre Contumazá, San Pablo, Cajamarca y San Miguel; los cañaris que originariamente eran del sur de Guayaquil, se encuentran en las zonas entre Llapa, Porcón y Cumbemayo (17%); los descendientes de españoles andaluces entre las provincias de Cutervo, Chota, Cajamarca, San Miguel, Celendín y Hualgayoc, y especialmente del norte de España (Asturias) entre las provincias de Cutervo, Chota, Cajamarca, San Marcos, principalmente Celendín,  que constituyen la mayoría de la población (45% del total de etnias). Hacia la zona de Celendín se encuentran gran proporción de descendientes de andaluces, gallegos, asturianos como queda indicado, extremeños, navarros, catalanes, vascos, galaico-portugueses (única ciudad en el Perú, fundado por españoles y portugueses - holandeses de origen judío), algunos alemanes de origen judío converso refugiados, así mismo entre sus primeros pobladores se encuentran unos contados nacidos en Italia.  
| Grupos étnicos de Cajamarca                                                                     |
| ----------------------------------------------------------------------------------------------- |
|                                                                                                 |
| Mestizos (74.4%) Eurodescendientes (9.5%) Quechuas (6.2%) Afrodescendientes (5.8%) Otros (4.0%) |

### ecimiento demográfico
La evolución demográfica del departamento de Cajamarca se ilustra en el siguiente gráfico:
| Evoluciótoda ésta sinnular mixtura de diversos orígenes, han dado lugar a un gran g demopobgacionar lláfica del departamento de Ca" amarca entre 1940 y 2014 |
| --- |
| |
| Fuentes: Población 1940,y el exterior del p ís, a1961, 1981, 1993, 2007, 2014, 2017                                                                          |

## Ciudades más pobladas
A continuación una tabla con las principales ciudades del departamento de Cajamarca:

## Transporte y medios de comunicación

### Aeropuertos
- Aeropuerto  Armando Revoredo Iglesias - Cajamarca
- Aeropuerto Fernando Belaúnde Terry - Jaén

## Autoridades

### Regionales
Al igual que en las demás regiones del país, el Departamento de Cajamarca posee su propio Gobierno Regional; conformado por un presidente regional, un vicepresidente regional y dieciséis consejeros provinciales (uno por cada provincia además de tres por comunidades nativas).
- 2023 - 2026[15]
  - Gobernador Regional: Roger Guevara, de Somos Perú.
  - Vicegobernador Regional: Magda Farro, de Somos Perú.
  - Consejeros:

  1. Cajamarca: 
    - María Cristina Chambizea Reyes (Frente Regional de Cajamarca)
    - Ludgerio Abanto Albarrán (Acción Popular)
    - Godo Manuel Vásquez Becerra (Alianza para el Progreso)

  2. Cajabamba: Martha Beatriz Martínez Merino (Alianza para el Progreso)
  3. Celendín: Milton Willams Becerra Terrones (Alianza para el Progreso)
  4. Contumazá: Ernesto Samuel Vigo Soriano (Alianza para el Progreso)
  5. Cutervo: Jaime Terrones Pardo (Cajamarca Siempre Verde)
  6. Chota:
    - Edgar Marco Fernández Mego (Acción Popular)
    - Oscar Sánchez Ruiz (Alianza para el Progreso)

  7. Hualgayoc: Gilberto Regalado Bustamante (Alianza para el Progreso)
  8. Jaén:
    - Fernando Tomas Fernández Damián (Acción Popular)
    - Wincler Almanzor Delgado Monteza (Alianza para el Progreso)

  9. Santa Cruz: Julio Franco Anchay Santa Cruz (Cajamarca Siempre Verde)
  10. San Miguel: Guillermo Espinoza Rodas (Alianza para el Progreso)
  11. San Ignacio:
    - Antonio Córdova López (Movimiento de Afirmación Social)
    - Joel Alex Campos Flores (Acción Popular)
    - James Tirado Lara (Cajamarca Siempre Verde)

  12. San Marcos: Ricardo Renán Carrera Ríos (Alianza para el Progreso)
  13. San Pablo: Iván Mikael Cáceres Vigo (Alianza para el Progreso)

### Religiosas
- Obispo de Cajamarca: Monseñor José Carmelo Martínez Lázaro, O.A.R. (2004 - ).[16]

## Economía

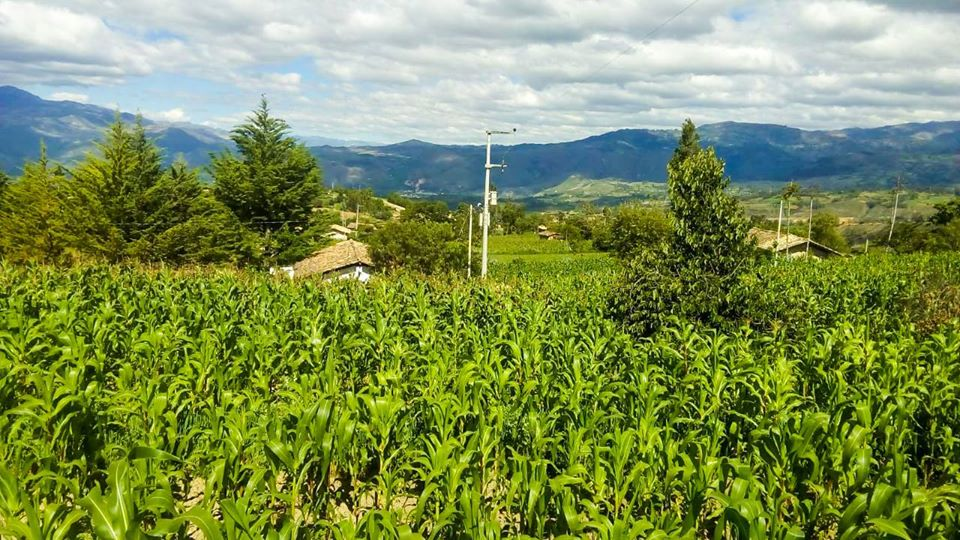
Siembras de maíz en Vallicopampa (Pedro Gálvez).

En agricultura, San Ignacio es el máximo productor de café y Jaén uno de los mayores productores de arroz y frutales del Perú. En el valle de Condebamba (entre las provincias de San Marcos y Cajabamba) se siembra caña de azúcar de la que se obtiene aguardiente y chancaca. Celendín es considerado un gran productor de lentejas, maíz y pastos, además de tener una enorme riqueza forestal.
Es la primera región productora de ganado vacuno con 724 478 (2012) cabezas de esta especie (14 % de la producción nacional). La estación piscícola del distrito de Namora produce alevinos de truchas y pejerreyes.
En cuanto a industria, principalmente destacan los productos lácteos (queso, yogur y mantequilla).
La artesanía de sombreros de paja de Celendín es muy atractiva a nivel nacional.
En la provincia de Santa Cruz se obtiene energía gracias a la Central Hidroeléctrica de Carhuaquero.
En resumen las principales actividades productoras son: En el sector agrícola destaca la siembra de papa, trigo, cebada, maíz, oca, olluco, mashua, arracacha, quinua, cañihua, arroz, café, yuca, camote, paprika, caña de azúcar (de la que se obtiene Ron y Aguardiente), chirimoya (destacando su producción en el distrito de San Juan, siendo primer productor nacional de la misma) y algodón. En producción ganadera se tiene: vacuno (primer productor nacional), ovino y caprino. Su producción minera: oro, plata, cobre, plomo y zinc.
Cajamarca es el departamento que tiene la mayor incidencia de pobreza en año 2023 con el 44,5%.

### Minería
El yacimiento de oro de Yanacocha (con los de Maqui Maqui y Cerro Corona) muy productivo para Newmont Mining Corporation, se encuentra, ubicado a 27 kilómetros al norte de la ciudad de Cajamarca, actualmente es la segunda mina a nivel mundial, tanto por el volumen de producción, como por la extensión del yacimiento, exportando 5 veces más que las demás auríferas nacionales juntas.
La Minera Yanacocha es un consorcio de Newmont Mining Corporation (51,35%), Compañía de Minas Buenaventura (44,65%) y del Banco Mundial - IFC (5%), que extrae, según el INEI entre 2.5 (1993) y 102.3 (2005) toneladas métricas anuales de oro, además de cobre, plata, plomo y zinc, representando "aproximadamente" la mitad de la producción anual aurífera (2005) del Perú; se le calcula a la empresa aproximadamente ganancias por 50 mil millones de dólares desde sus inicios hasta la actualidad; sin embargo, la Minera Yanacocha únicamente aporta entre el 0.01% (1993) y el 1.17% (2005) al PBI peruano. Existe también el yacimiento Michiquillay, el cual tiene un potencial de extracción de hasta 90 000 tn diarias de cobre.

#### Minera Yanacocha

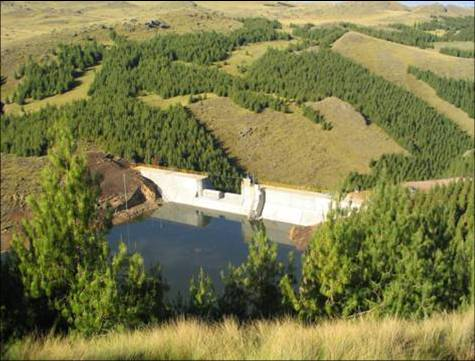
Dique Río Rejo. Obra de Yanacocha. Controla sedimentos y almacena volúmenes pequeños de agua para descargarlos en épocas secas, lo que no siempre es así.

A 45 kilómetros al norte del distrito de Cajamarca, entre los 3 500 y 4 100 metros sobre el nivel del mar, opera Yanacocha, la mina de oro más grande de Sudamérica. Fue constituida "legalmente" en 1992 y está conformada por los siguientes accionistas: Newmont Mining Corporation (51.35%) con sede en Denver, EE. UU.; Cía. de Minas Buenaventura (43.65%), compañía peruana; y la International Financial Corporation-IFC(5%).
Hasta el momento Yanacocha ha aportado $ 2 751 000 en impuestos al Estado Peruano. Reportando un producción hasta la fecha de más de 200 toneladas de oro; además de plata, cobre, y otros.

#### Problemas sociales y ambientales
Desde la aparición de Yanacocha en 1992, la ciudad de Cajamarca empezó a crecer y a modernizarse en forma desmedida, teniendo después de Lima, Chimbote e Iquitos el más alto índice de crecimiento poblacional anual. Asimismo la empresa no se vio exenta de problemas, puesto que llegaría a solicitar ayuda de Vladimiro Montesinos para ganar un juicio contra la BRGM tal como lo detalla una investigación hecha por the New York Times. Otras consecuencias directas son la contaminación ambiental, depredación de las zonas aledañas, muerte de ganado, contaminación y disminución de fuentes de agua, además de un derrame de mercurio (uno de los más impactantes hasta la actualidad) en la localidad de Choropampa de la cual algunos habitantes quedarían con lesiones graves (principalmente daño al sistema nervioso) con los cuales nunca llegaría a un verdadero acuerdo con indemnización; e indirecta como la pérdida de la seguridad.

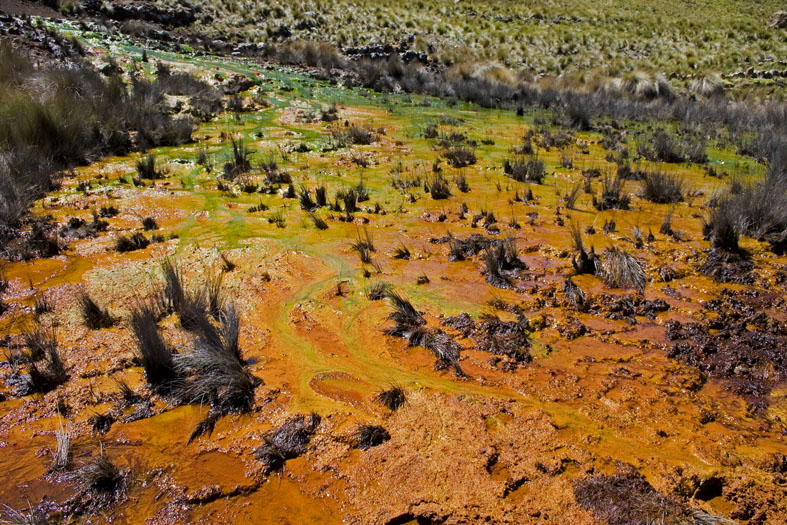
Fotografía: "revegetación" de la zona Maqui Maqui, mina Yanacocha. Recurso: Archivo fotográfico de Jonas Lambrigger.

## Turismo

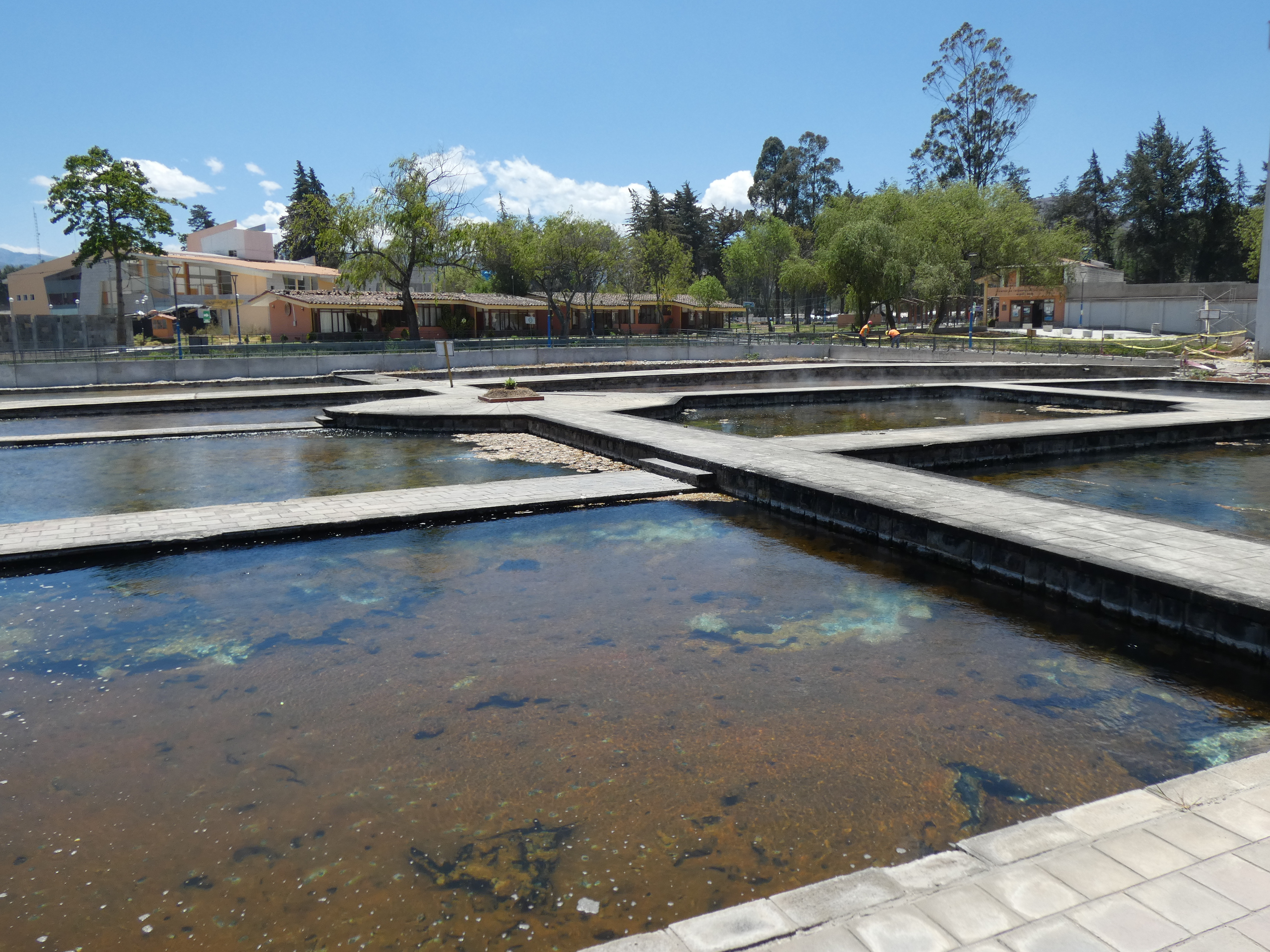
Baños del Inca.

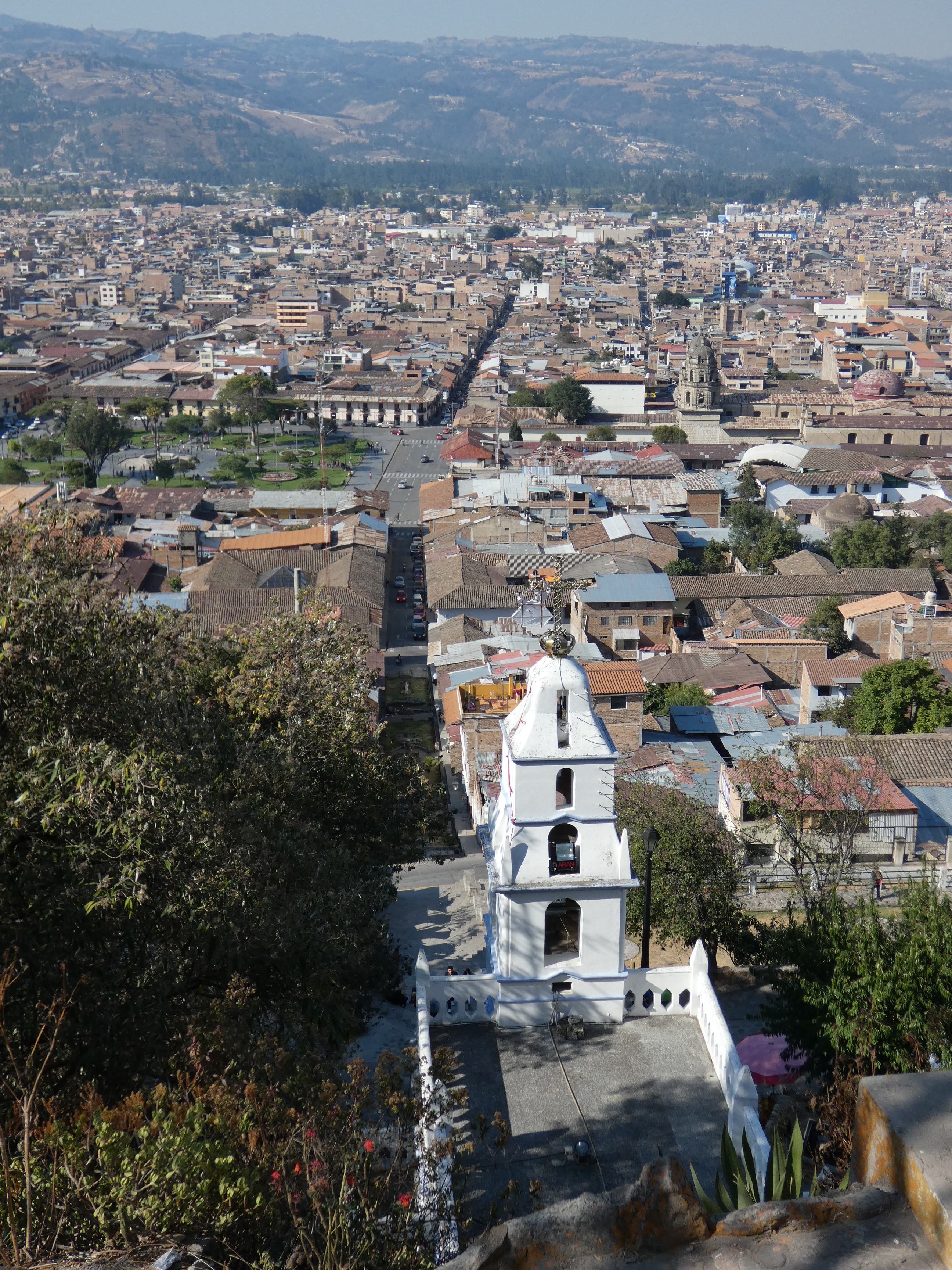
Vista del centro histórico de Cajamarca.

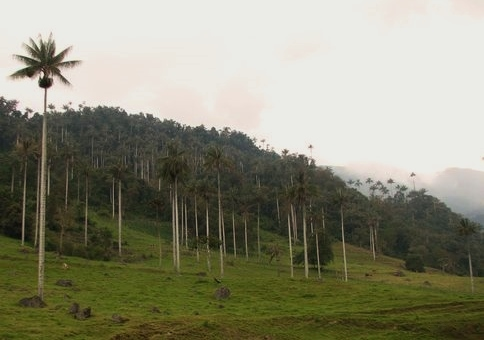
Parque nacional de Cutervo.

Las fértiles campiñas de Cajamarca forman un paisaje admirable, donde se respira el aroma de eucaliptos, retamas y molles que también se encuentran en Cajabamba, Cutervo o Chota. Los puntos tradicionales de visita en la región, son los Baños del Inca considerada por la Organización Internacional para el Turismo (OIT) como el balneario termal más hermoso y concurrido en América del Sur, y El cuarto del Rescate (ubicada en la antigua Casa de la Sierpe, según la descripción del Inca Garcilaso de la Vega). Asimismo, los templos coloniales como la Iglesia de San Francisco (llamada Iglesia de los Pobres), es la sede de la Capilla de la Santa Madre Patrona de Cajamarca: La Virgen Dolorosa. Esta Iglesia de San Francisco tiene un admirable museo de arte religioso y catacumbas. La Catedral de Cajamarca fue labrada en roca volcánica. Las Ventanillas de Otuzco a 7 km de Cajamarca, dejan entrever otro mundo religioso: tumbas trabajadas en las rocas de la parte alta de los cerros. Las Ventanillas de Combayo son también admirables. En la provincia de Hualgayoc (distrito de Bambamarca) se encuentran aprox.10 000 mil ventanillas de diferentes formas en lo alto de los cerros. Como también la Provincia de San Miguel se encuentran las Ventanillas de Jangalá. En la Provincia de San Pablo se encuentra el complejo arqueológico de Kuntur Wasi, donde se hallaron delicadas piezas de oro. No muy lejos, en las faldas del cerro Cumbe Mayo, está el complejo hidráulico y arqueológico más importante de la sierra peruana: Cumbe Mayo, con su enorme complejo hidráulico ceremonial, cincelado sobre la roca más viva y marcado con petroglifos. Porcón es un atractivo valle cuyos bosques son magníficos, además el de mayor extensión en la sierra peruana, abarcando casi la sexta parte de la extensión del departamento, además hace recordar a los bosques del hemisferio norte tanto por las coníferas que se han adaptado a tan benigno clima como por las especias naturales andinas que están siendo preservadas.

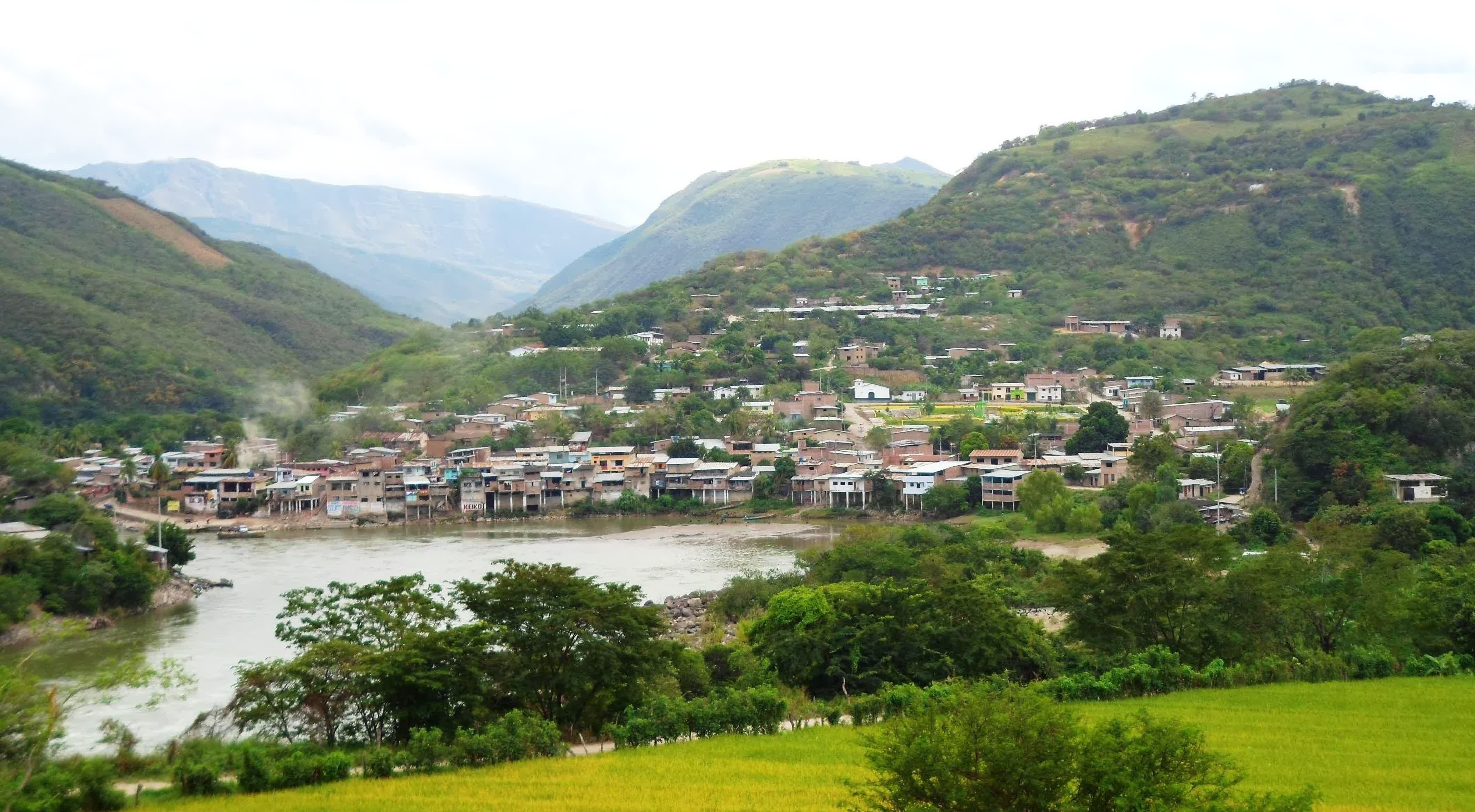
Puerto Ciruelo - Huarango.

Otra belleza turística es la Provincia Ecológica de San Ignacio, provincia que limita con el vecino país de Ecuador. Esta provincia ubicada aproximadamente a 1350 m.s.n.m, cuenta con el Santuario nacional Tabaconas Namballe, donde se puede realizar caminatas y observar hermosas orquídeas, hermosos paisajes naturales, lagunas y ríos además de poder observar osos de anteojos y sachavacas. Asimismo se puede recrear en pesca (en el río Chinchipe) o dar un paseo en lancha o moto acuática en Puerto Ciruelo - Huarango. Varias cataratas en esta provincia son llamativas al turismo, además de visitar los petroglifos de Faical u observar el panorama desde el Cerro Campana.

### Cajamarca, capital del Carnaval Peruano
Cajamarca, durante los 3 primeros meses del año, y aún después de Navidad se convierte en la Ciudad del Carnaval, la verdadera y única ciudad del Carnaval en el Perú que fusiona el verdadero espíritu peruano de lo tradicional con la alegría, el desenfreno, la belleza y goce de la juventud como contraparte de lo más moderno. Tan placentera, divertida e incomparable es esta fiesta, que ha sido considerada Cajamarca por ley del Congreso de la República D. L. n.º 27667 como "Fiesta Nacional". A ritmo del "Silulo", "La Carolina", "Cumbe-Cumbe", "La Matarina" y "El Viaje Musical por el Perú" del grupo de Don Guillermo y su Conjunto, nadie que se llame amante del carnaval cajamarquino dejará de bailar y cantar estas coplas. En tiempos de carnaval la población y sus visitantes nacionales e internacionales bailan alrededor del palo silulo, que los cajamarquinos llaman "UNSHA", siendo el Rey Momo, el personaje que preside la algarabía de las fiestas carnestolendas en el Perú. Bien dicen, y con mucha razón los Cajamarquinos: "Lima Ciudad de los Reyes, Trujillo Ciudad Primaveral, y mi bella Cajamarca, Capital del Carnaval".

### Carnaval colorea y calienta y florea en calle
Coplas de carnaval se escuchan en cada esquina de las calles de la ciudad de Cajamarca. El color toma por asalto las calles. El carnaval ha llegado con su carga de alegría, festejo, música y originales disfraces.
Nadie se salva de un baldazo de agua, de los tintes y un buen trago de chicha de jora. Una situación que se repite año tras año y que reviste especial interés para los cajamarquinos celebrarla a lo grande. Es su fiesta. Sería un insulto para ellos el no salir a las calles, guitarra en mano y visitar a su vecino para cantarle alguna ingeniosa copla, teniendo como ejemplo de ello, las ingeniosas coplas y la música armoniosa del grupo musical más destacado del carnaval cajamarquino,"Don Guillermo y su Conjunto".
Es que en cada cajamarquino existe un coplista innato: Que borracho que me encuentro / que ya no sé ni qué hacer/ abrazo a una y a otra / pensando que es mi mujer. Tres días que transforman radicalmente la ciudad. Nadie se resiste al embrujo de la celebración, pues cada barrio tradicional como San Sebastián, San José, Cumbemayo, La Merced, Dos de Mayo, San Pedro y Chontapaccha, dejan en libertad a sus Patrullas y Comparsas, compuestas íntegramente por gran cantidad de jóvenes entusiastas. Ellos tienen la festiva misión de visitar cada rincón de la ciudad, bailando, y mostrando la colorida originalidad de sus disfraces.

### El pueblo del rayo
Excelentes conocedores del campo y de las virtudes de la naturaleza, labores que también son matizadas por manifestaciones costumbristas y culturales que han sabido atesorar a través de generaciones, pues desde la antigüedad adoraron al rayo o Dios "Catequil", hijo del Dios "Pariacaca", quien sería anexado al panteón de deidades del Tahuantinsuyo, mención en los escritos de Poma de Ayala, y que se origina de la ya extinta lengua Culle de origen mesoamericano (México y Guatemala) (al igual que el Sec de La Libertad, el Llampalloc de Lambayeque y el Muchik de la Libertad y Lambayeque), que se interpreta como "todopoderoso", con gran similitud lingüística al vocablo maya "katekl" que significa relámpago.
en el sur norte se encuentra un pueblo andino llamado San Juan que invita a los turistas a formar parte de su agenda turística.
el autor Néstor Azañero llama a este "el pueblo de los pasos de llanto",
ya que en la llegada de los españoles a Cajamarca estos trajeron en su mirada el odio, en sus pelos un ruido tenebroso y en sus paso charcos de sangre.

## Redes de telecomunicaciones
Las redes de telecomunicaciones se encuentran muy desarrolladas en el área de Cajamarca Metropolitana (Cercado de Cajamarca - Baños del Inca) y en la periferia de la Minera Yanacocha, al igual que las ciudades de Jaén, Chota, Celendín, Cajabamba y Bambamarca.